# Shinkichi Tajiri
Shinkichi George Tajiri (Los Angeles, 7 december 1923 - Baarlo, 15 maart 2009) was een Nederlands-Amerikaans beeldhouwer van Japanse afkomst (een nisei oftewel tweede-generatie-emigrant uit Japan). Ook hield hij zich bezig met schilderen, fotograferen en filmmaken.

## Leven en werk

### Jeugd en vorming
Tajiri werd geboren in Watts, een arbeiderswijk van Los Angeles, als vijfde van de zeven kinderen van de issei (eerste-generatie-emigrant) Ryukichi Tajiri en Fuyo Kikuta die in 1906 en 1913 vanuit Japan naar de Verenigde Staten waren geëmigreerd. In 1936 verhuisde het gezin naar San Diego. Toen Tajiri vijftien was overleed zijn vader. In 1940 kreeg hij van Donal Hord zijn eerste lessen in beeldhouwen.

### Oorlogsjaren
In 1942 werd Tajiri met veel andere Amerikanen van Japanse afkomst opgesloten, aanvankelijk in de paardenstallen van Santa Anita Racetrack en vervolgens in het concentratiekamp Poston "3" in Arizona. Een jaar later meldde hij zich als vrijwilliger aan voor het leger en werd hij naar Italië uitgezonden om te vechten. Op 9 juli 1944 raakte hij gewond tijdens een aanval op Castellina, waarna hij tot december werd verpleegd in een ziekenhuis in Rome. In 1945 was hij gestationeerd in achtereenvolgens Marseille, Nancy, Reims, Heidelberg en Seckenheim. In Mannheim had hij zijn eerste tentoonstelling. Begin januari 1946 werd Tajiri gedemobiliseerd, waarna hij zich bij zijn moeder en zuster in Chicago voegde. Hij nam een baantje bij een antiquair en studeerde aan het Art Institute of Chicago.

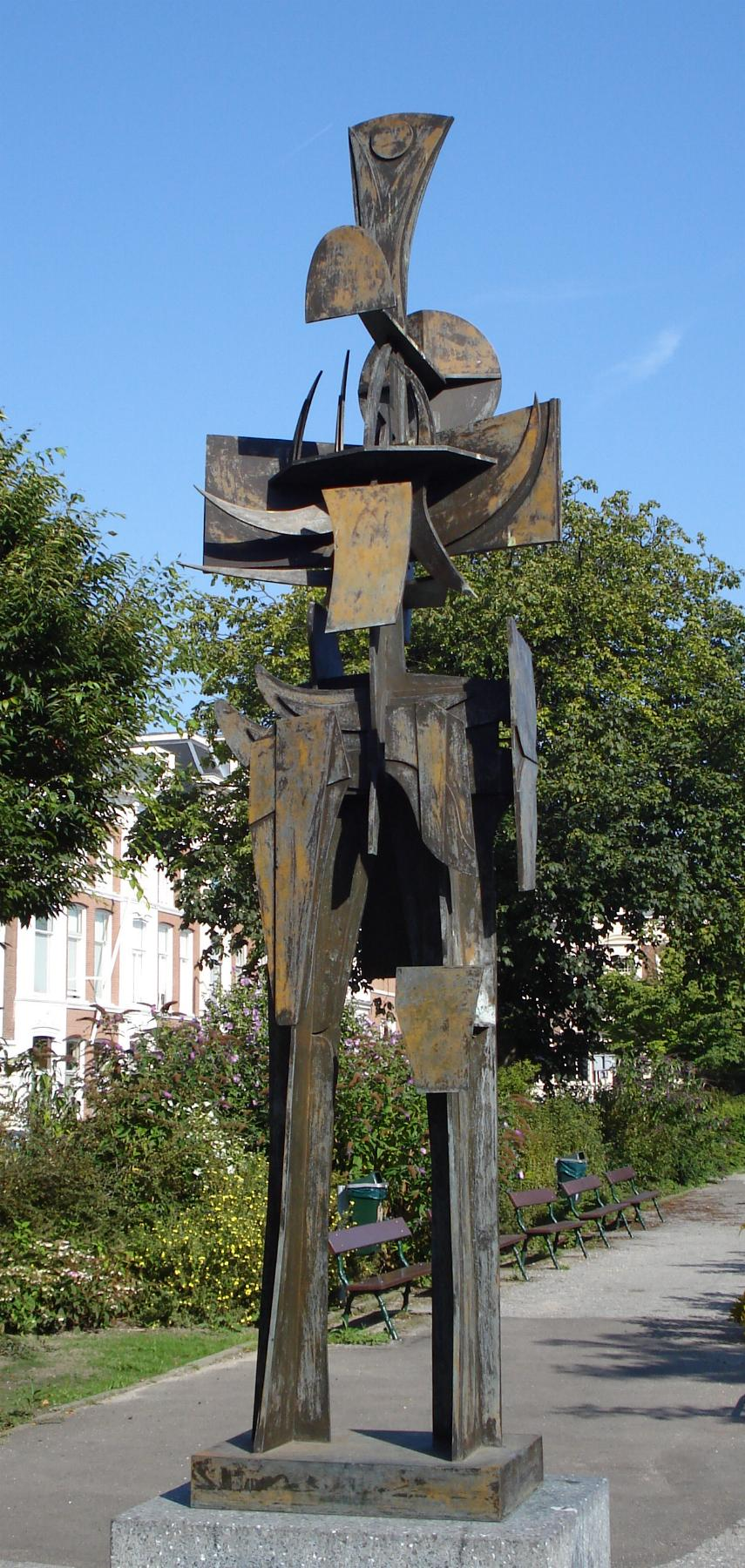
Wachter (1996), Den Haag

### Nederland
Uit protest tegen de behandeling van zijn bevolkingsgroep tijdens de oorlog verliet Tajiri de Verenigde Staten in 1948. Hij kwam op 28 september van dat jaar in Le Havre aan en vestigde zich in de wijk Montparnasse van Parijs waar hij tijdens de oorlog al eens op verlof was geweest. Tot november 1949 studeerde hij bij Ossip Zadkine, vervolgens tot september 1950 bij Fernand Léger en daarna een jaar aan de Académie de la Grande Chaumière. Op 25 mei 1951 trouwde hij met Denise Martin, maar in 1954 werd het huwelijk ontbonden. Hij had intussen de Nederlandse beeldhouwster Ferdi Jansen uit Arnhem ontmoet met wie hij in 1956 naar Amsterdam verhuisde. In 1962 vestigde het gezin, dat inmiddels twee dochters telde, zich in kasteel Scheres te Baarlo. Jansen overleed in 1969. In 1976 trad Tajiri voor de derde maal in het huwelijk, met Suzanne van der Capellen.
In 1949 kwam Tajiri in aanraking met de Cobra-groep en exposeerde met hen in het Stedelijk Museum in Amsterdam. Zijn eerste tentoonstelling sinds hij zich in 1956 in Nederland had gevestigd, vond plaats op de buitenplaats Hofwijck in Voorburg. Daar exposeerde hij samen met Wessel Couzijn en Carel Visser, onder auspiciën van De Nieuwe Ploeg. In 1959 richtte hij, samen met Couzijn, Hans Verhulst, Ben Guntenaar en Carel Kneulman, de Groep Amsterdam op. Tajiri werd uitgenodigd voor deelname aan documenta II van (1959), documenta III van 1964 en de 4. documenta van 1968 in de Duitse stad Kassel. Van 1969 tot 1989 was Tajiri hoogleraar aan de Hochschule der Künste in Berlijn. Ondertussen kreeg hij van de stad Amsterdam de opdracht tot het maken van een kunstwerk voor Noord: Ontmoetingsplaats.
Op 25 juni 2005 werd Tajiri benoemd tot ereburger van de gemeente Maasbree en op 7 december 2007 werd hij geridderd in de Orde van de Nederlandse Leeuw, vanwege zijn uitzonderlijke inzet en de cultuurhistorische betekenis van zijn activiteiten.
Op 2 mei 2007 onthulde koningin Beatrix in Venlo vier beelden van Tajiri. De zes meter hoge beelden staan aan weerszijden van de stadsbrug van Venlo. Deze brug, die een tijdens de oorlog opgeblazen brug vervangt, fungeert als verbinding van het stadscentrum en het stadsdeel Blerick, en de beelden fungeren als 'wachters' van de brug, en moeten de brug beschermen tegen oorlog en geweld.
In de binnentuin van het Cobra Museum legde Tajiri een Japanse kiezeltuin aan.
Shinkichi Tajiri kreeg op 7 december 2008 het Nederlandse staatsburgerschap en overleed in 2009 op 85-jarige leeftijd.

### Initiatieven voor een museum
Na het overlijden van de kunstenaar zijn er enkele initiatieven ontplooid voor het oprichten van een museum gewijd aan de kunstenaar. Zo was er een in 2009 een ontwerp van Rudi Fuchs voor een Tajirimuseum in Venlo, dat het niet haalde. In de jaren daarna onderhandelde de familie van de overleden kunstenaar met de gemeente Venlo over de stichting van een museum. In 2013 presenteerden de gemeente Peel en Maas samen met de dochters van Tajiri een plan om een Tajiricentrum te stichten in kasteel Scheres in Baarlo waar hij sinds 1962 woonde. Door gebrek aan interesse en geld zijn de plannen nooit tot realisatie gekomen.

## Verdiensten[5]
- 100th/442d Regimental Combat Team 1943/1946
- Ereburgerschap Los Angeles, USA 1981
- Officier in de Orde van Oranje-Nassau 1992
- Ereburgerschap Bruyères en Vosges 1994
- Lid van "Académie Royale" de Belgique 2002
- Ereburgerschap der Gemeente Maasbree, 25 juni 2005
- Ridder in de Orde van de Nederlandse Leeuw, 7 december 2007 (...vanwege zijn uitzonderlijke inzet en de cultuurhistorische betekenis van zijn activiteiten.)

## Fotogalerij

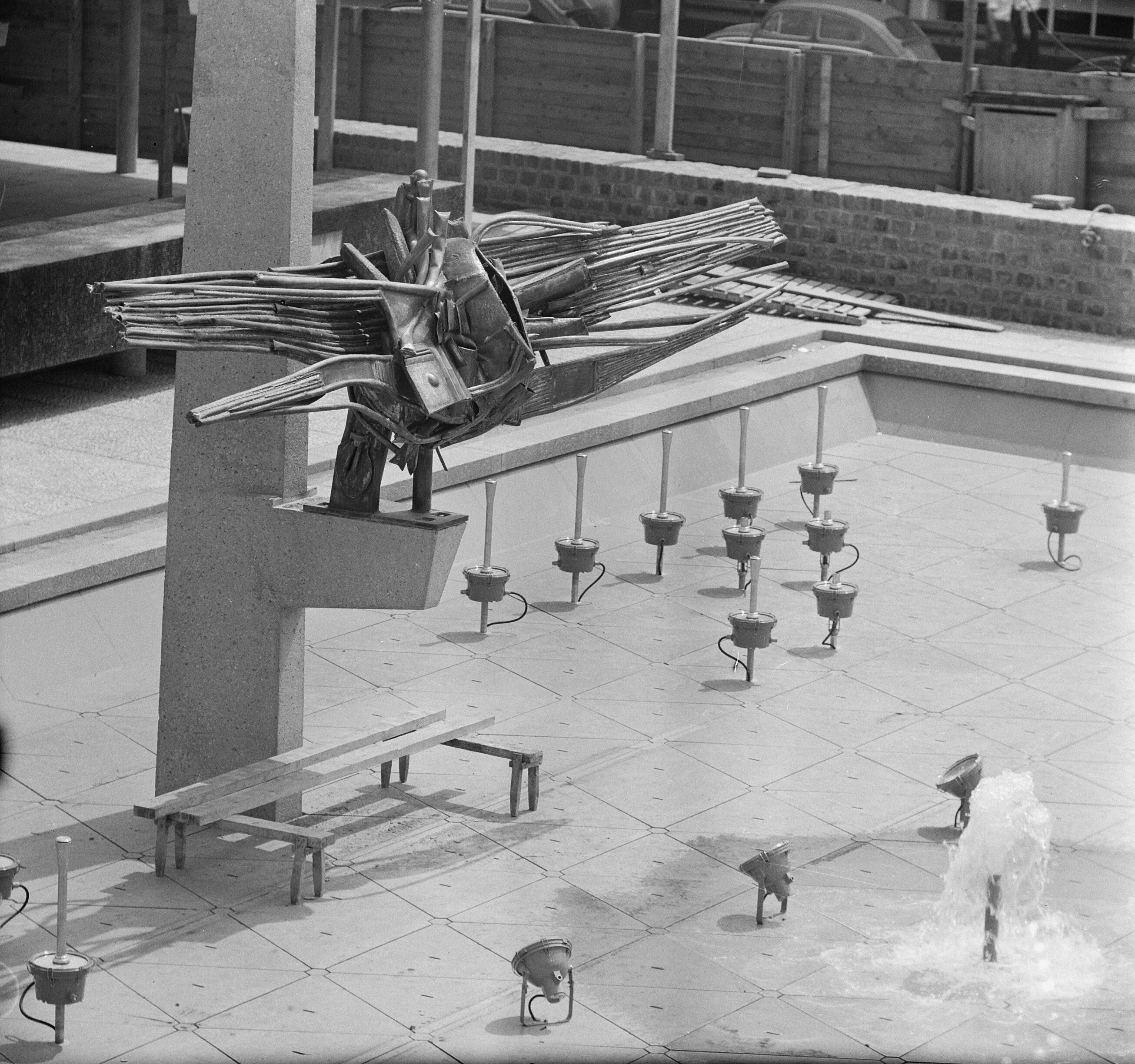
The Explosive Forces of Nature (1961), Willemsplein, Arnhem
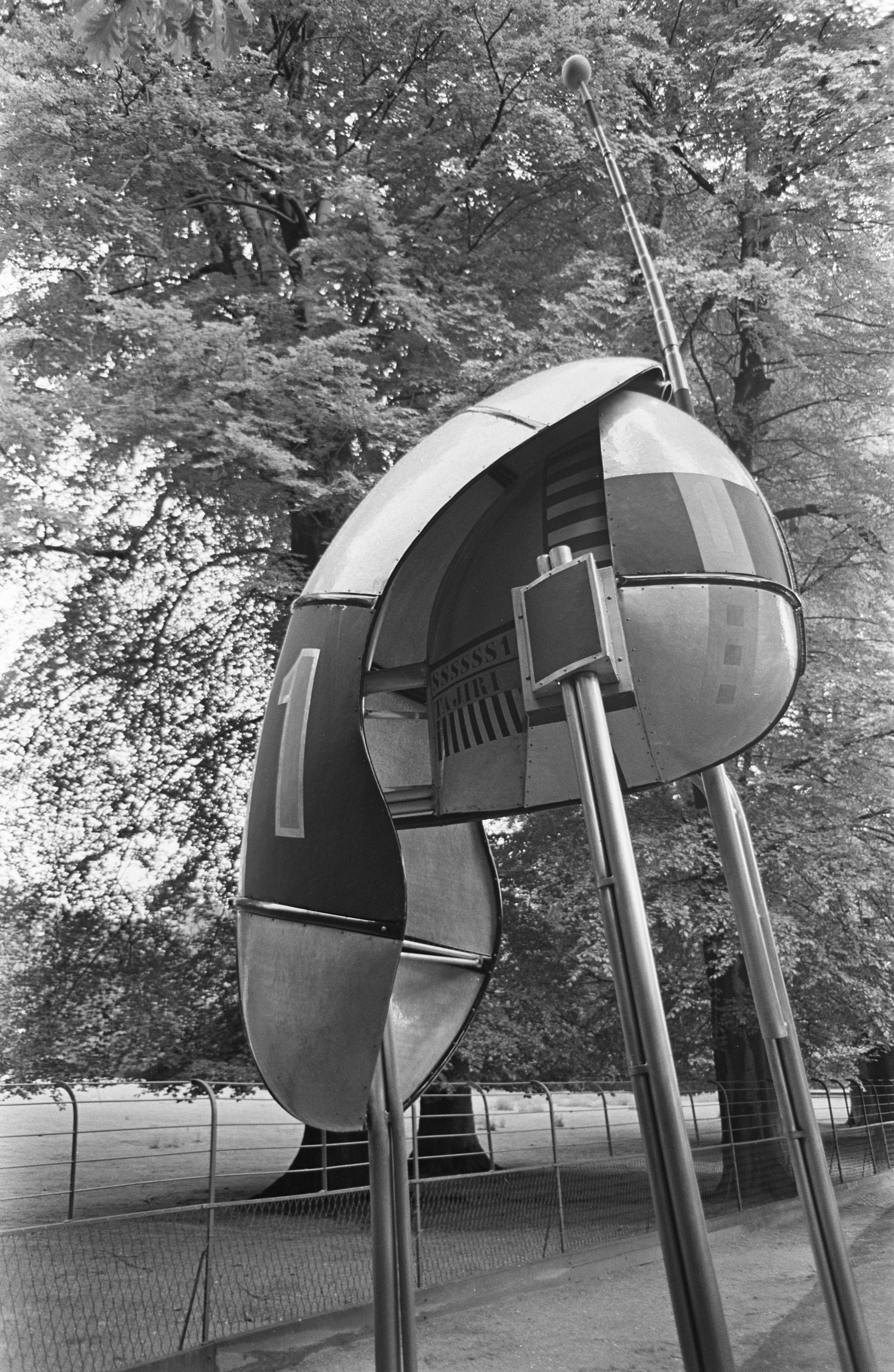
Nummer 1 (1966), Sonsbeek, Arnhem
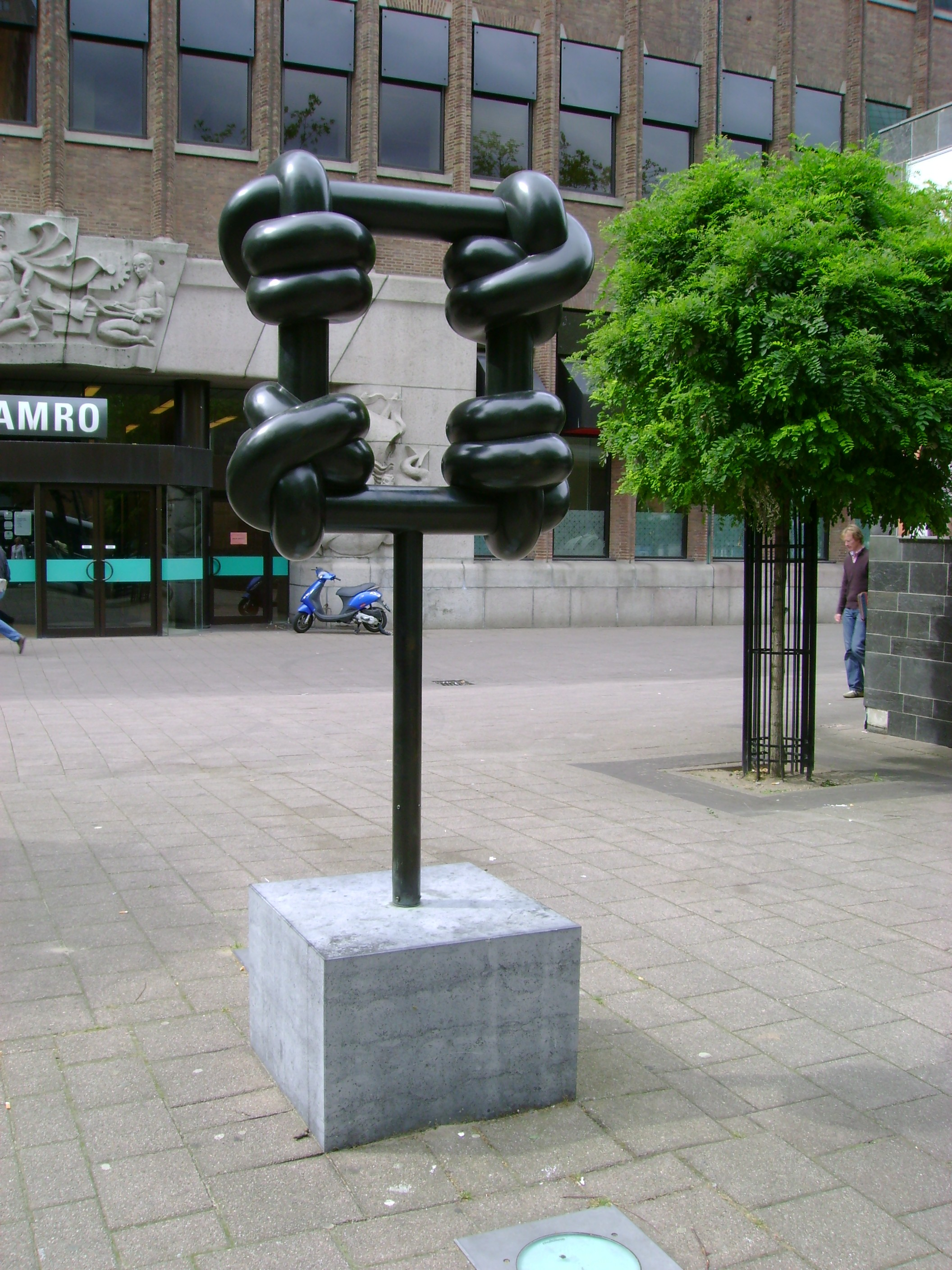
De Knoop (1976), Coolsingel, Rotterdam
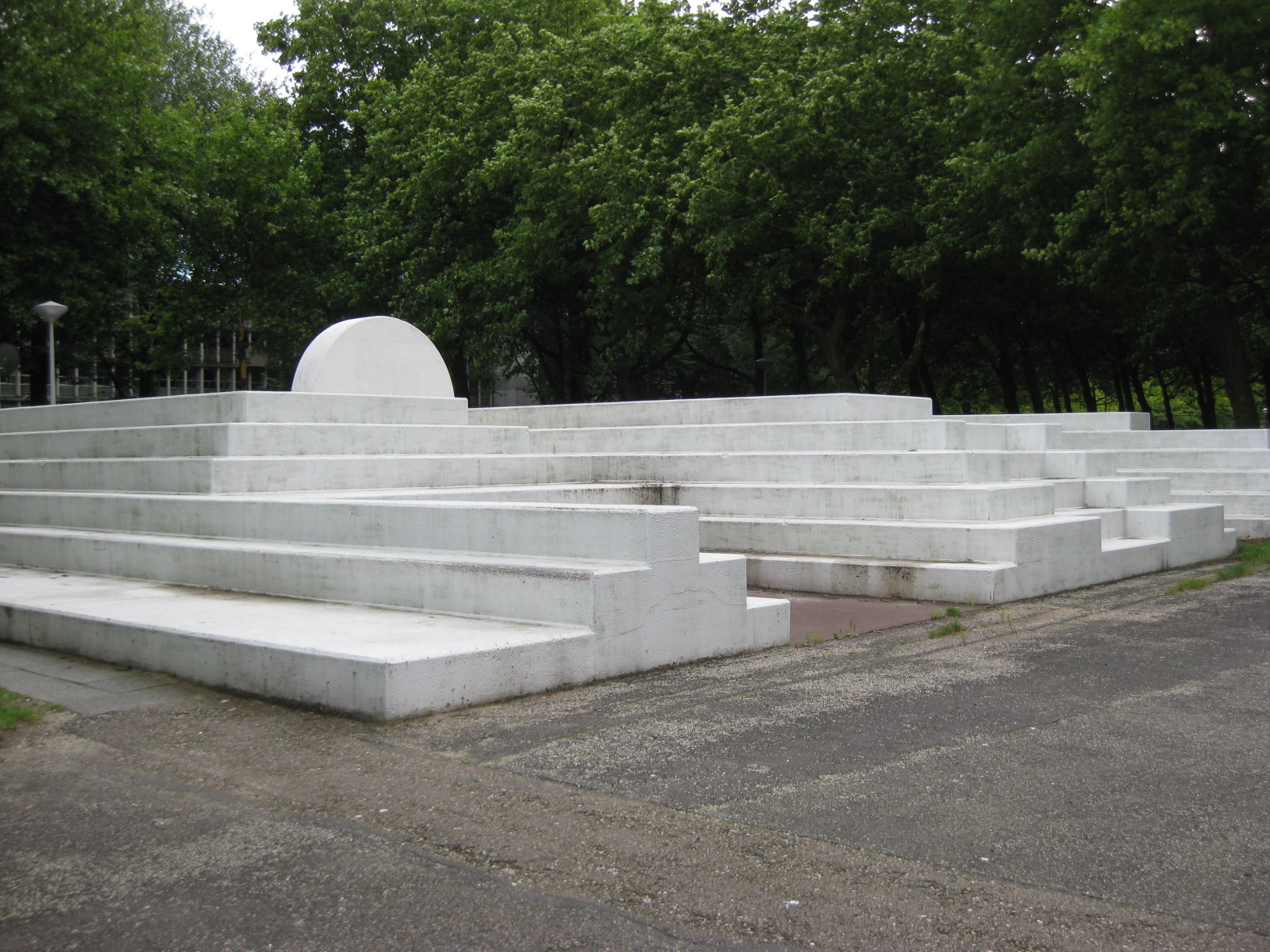
Ontmoetingsplaats (1976), Amsterdam
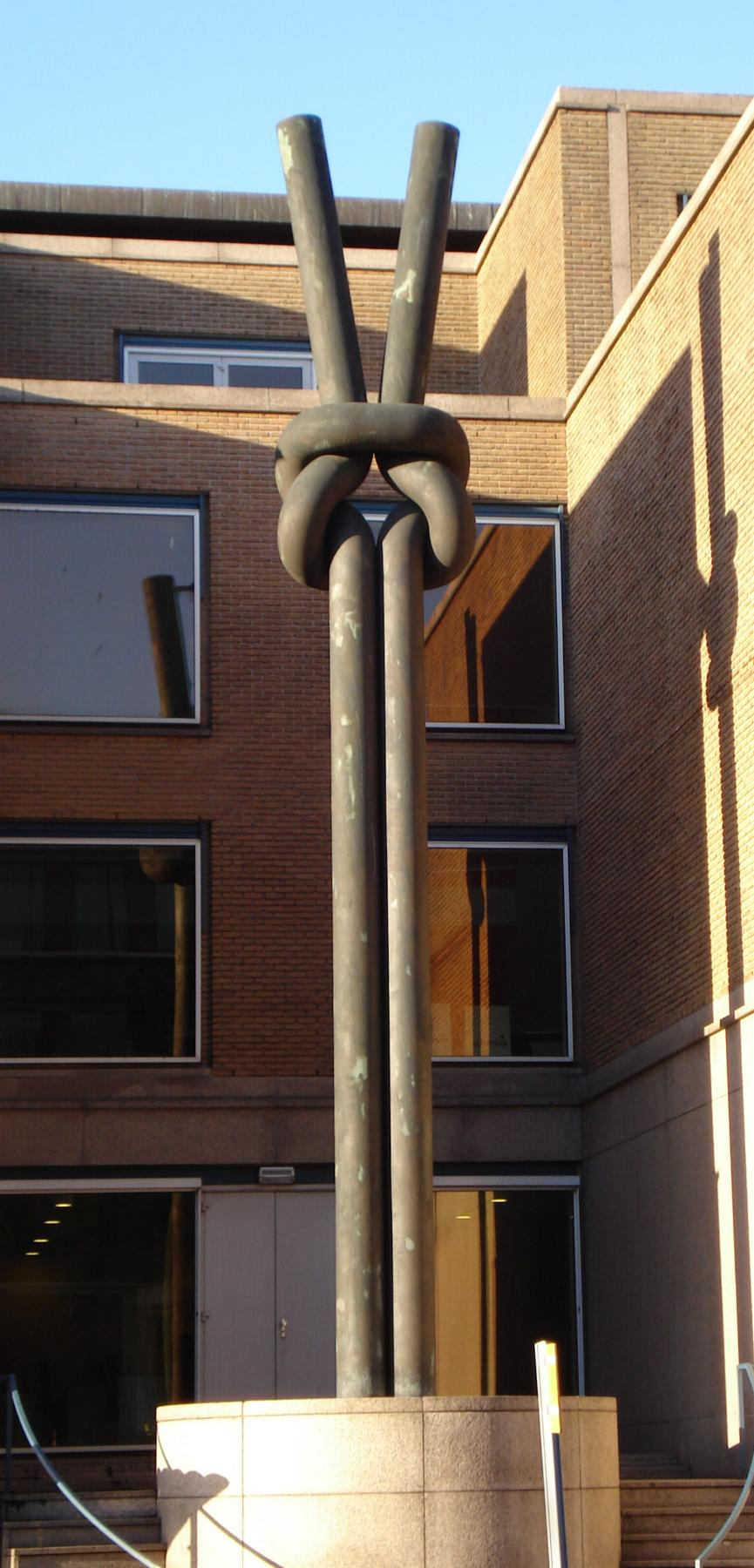
Square Knot (1986), Den Haag
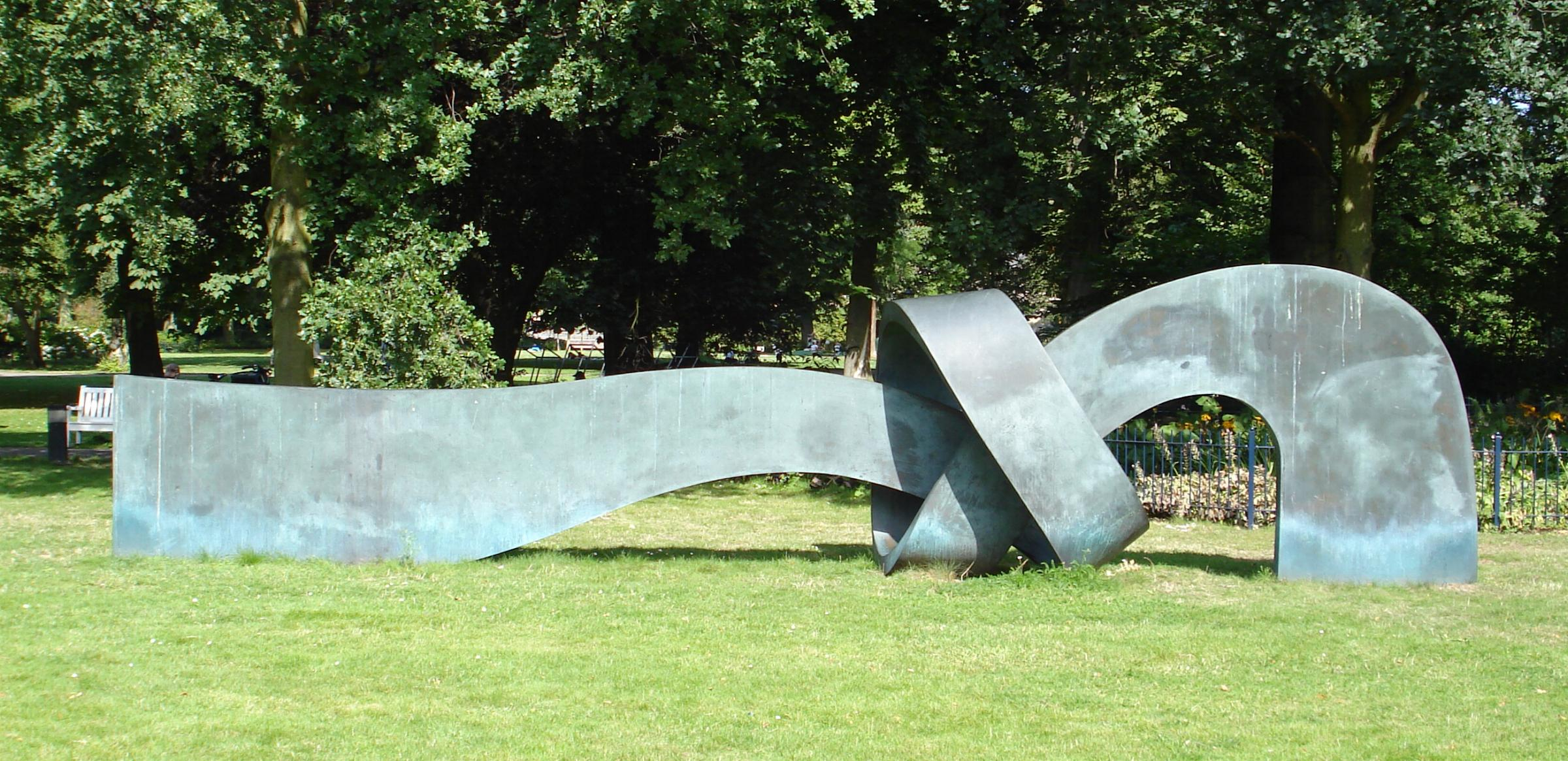
Royal Knot (1991), paleistuin Noordeinde, Den Haag
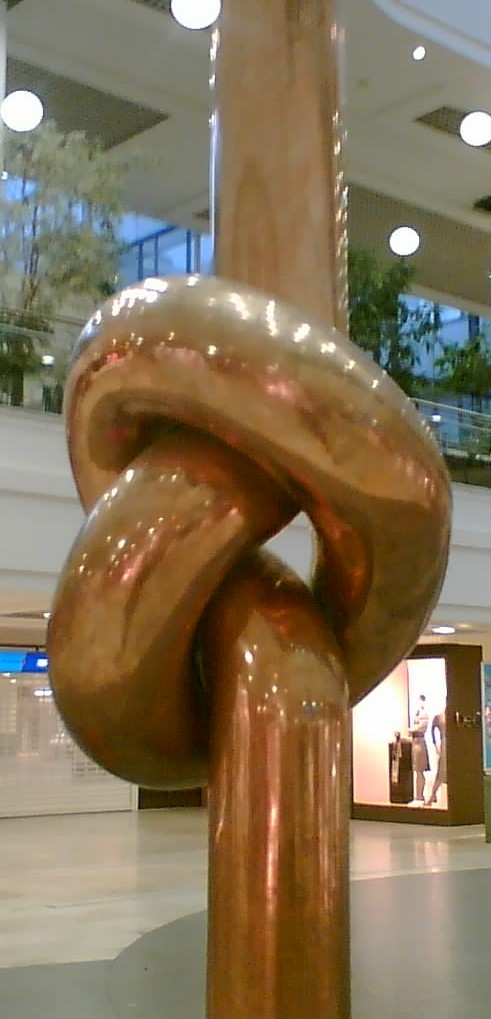
Knoop (detail), Hoog Catharijne, Utrecht
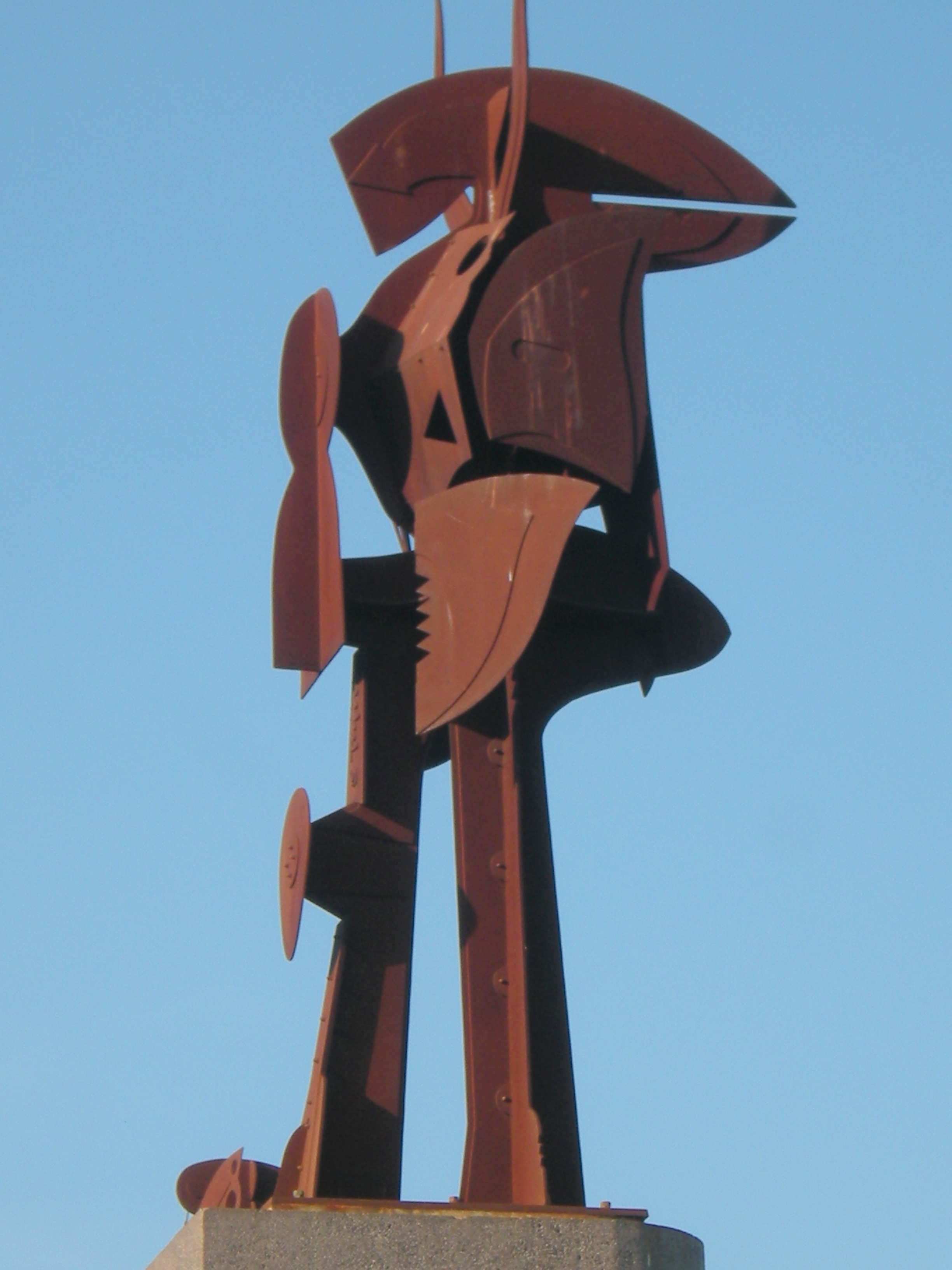
Brugwachter (2007), Venlo

## Werk in openbare collecties (selectie)
- Bonnefantenmuseum, Maastricht
- Museum Het Valkhof, Nijmegen
- Museum van Bommel van Dam, Venlo
- Rijksmuseum Amsterdam[6]
- Stedelijk Museum Amsterdam
- Tate Gallery, Londen[7]